# Beerware
Il "Beerware" è una variante estremamente permissiva di licenza software open source, caratterizzata da un tono umoristico. Questa licenza permette agli utenti il diritto di utilizzare, modificare e distribuire il software a condizione che siano disposti a compiere un piccolo gesto di riconoscimento o gratitudine nei confronti dell'autore del software. In particolare, l'utente è solitamente invitato a offrire una birra all'autore o a effettuare un atto di generosità simile.
La licenza "Beerware" è una dichiarazione informale di concessione di diritti e spesso non include dettagli legati a questioni più complesse come la garanzia del software, la responsabilità o le disposizioni per la modifica della stessa. Questo rende la "Beerware" una concessione totalmente libera, ma allo stesso tempo poco rigorosa dal punto di vista legale. In generale, è pensata per approcciarsi in modo amichevole alla condivisione di software open source e riconoscere in modo informale il lavoro dell'autore. Tuttavia, è importante notare che, nonostante la sua natura scherzosa, la "Beerware" è comunque una licenza a tutti gli effetti e deve essere rispettata dagli utilizzatori del software.

## Descrizione
Il termine "Beerware" suggerisce in modo goliardico che, in cambio dell'uso o della distribuzione del software, l'utente dovrebbe offrire all'autore una birra, o in alcuni casi, qualsiasi altra forma di ringraziamento informale. La licenza è spesso descritta in modo leggero e scherzoso, enfatizzando l'approccio amichevole e senza restrizioni alla condivisione del software. Va notato che la "Beerware" non è una licenza formale riconosciuta dalla Open Source Initiative (OSI) o dalla Free Software Foundation (FSF), che promuovono licenze software open source e libere con termini legali più rigorosi. Tuttavia, è un esempio di come gli sviluppatori di software possono adottare approcci informali e amichevoli alla condivisione del loro lavoro.

## Storia
Questa licenza venne inventata da John Bristor a Pensacola, Florida il 25 aprile 1987, e il primo software a essere distribuito sotto licenza "Beerware" fu caricato nel Bulletin board system del 1987 e 1988.
Da allora, sono comparse molte varianti di questo tipo di licenza.

## Licenza
La licenza "Beerware" di Poul-Henning Kamp è breve e semplice, a differenza della più famosa GPL, che lo stesso Kamp ha definito "uno scherzo". Il testo completo della licenza di Kamp è:
```
/*
 * ----------------------------------------------------------------------------
 * "THE BEER-WARE LICENSE" (Revision 42):
 * <phk@FreeBSD.ORG> wrote this file. As long as you retain this notice you
 * can do whatever you want with this stuff. If we meet some day, and you think
 * this stuff is worth it, you can buy me a beer in return Poul-Henning Kamp
 * ----------------------------------------------------------------------------
 */
```